# Streepblokspanner
De streepblokspanner (Aplocera plagiata) is een nachtvlinder uit de familie van de spanners. Met een spanwijdte van 37 tot millimeter is het een van de grotere vlinders uit deze familie.
Waardplanten van de streepblokspannerrups zijn soorten uit het geslacht hertshooi, met name Sint-Janskruid.
De vlinder vliegt in twee, soms drie, generaties per jaar. De eerste generatie van mei tot juli en de tweede in augustus tot halverwege oktober.
De streepblokspanner komt voor in het gehele Palearctisch gebied. In Nederland en België is hij zeldzaam.